# The Work and the Glory
The Work and the Glory é um filme histórico de 2004 produzido nos Estados Unidos escrito e dirigido por Russ Holt, baseado nos romances de Gerald N. Lund. Este longa-metragem de 110 minutos retrata o trabalho e a luta de Joseph Smith e de muitas outras pessoas do seu tempo: algumas que respeitaram o seu legado, e outras que o perseguiram. Filmado em pelo menos quatro cidades do Tennessee, Estados Unidos.